# Всесвітній метеорологічний день
Всесвітній метеорологічний день відзначається 23 березня. Щороку Всесвітня метеорологічна організація (ВМО) та світове товариство присвячують цей день певній темі.

## Статус
23 березня 1950 року набула чинність Конвенції Всесвітньої метеорологічної організації, яка започаткувала створення ВМО. Тому цей день був вибраний у 1960 ВМО для підвищення обізнаності широкої громадськості у всіх країнах про роботу Національних гідрометеорологічних служб, а також поглиблення розуміння значущості такої роботи.